# Liane Lefaivre
Liane Lefaivre (* 1949) ist eine Architekturtheoretikerin. Sie hatte den Lehrstuhl für Architekturgeschichte und -theorie der Universität für angewandte Kunst in Wien inne. Ihre Schriften prägen den Architekturdiskurs und wurden in zahlreiche Sprachen übersetzt.

## Leben und Werk
Liane Lefaivre begann zunächst Psychologie zu studieren. Sie absolvierte ihren Master of Arts 1984 am Department of Languages, Literatures and Cultures der McGill University und promovierte an der Universität Utrecht zum Dr. phil. (Doctor philosophiae). Der Titel der Dissertation lautete: Leon Battista Alberti's Hypnerotomachia Poliphili. Re-Cognizing the Architectural Body in the Early Italian Renaissance. In ihren Arbeiten nutzt sie auch Aspekte der Sprachwissenschaft als Instrument bei der Analyse von Gebäuden.
Sie ist emeretierte Professorin und war Inhaberin des Lehrstuhls für Architekturgeschichte und -theorie an der Universität für angewandte Kunst in Wien sowie Leiterin des Institutes. Sie war außerdem Gastdozentin an der Columbia University, am Massachusetts Institute of Technology, an der Princeton University und der National University of Singapore, an der University of California in Berkeley, am Politecnico di Milano und forschte an der Technischen Universität Delft.
Mit Alexander Tzonis führte sie das Konzept des Populismus (The Populist Movement in Architecture, Aufsatz, 1973) und des kritischen Regionalismus (Criticial Regionalism) in den Architekturdiskurs ein. In dem Aufsatz mit dem Titel „The Grid and the Pathway“ aus dem Jahr 1981 bezeichneten sie den kritischen Regionalismus als einen Entwurfs- und Planungsansatz, der „… die ökologische, soziale und intellektuelle Einzigartigkeit und Vielfalt von Regionen“ in der globalisierten Welt unterstützt. Gleichzeitig werden die sozialen und politischen Ideale des Modernismus aufgegriffen, ohne die negativen Begleiterscheinungen wie beispielsweise seine Universalisierung und Entfremdung zu wiederholen.
Ab 1989 eröffnete Lefaivre in verschiedenen Artikeln die Debatte über das Konzept des schmutzigen Realismus in der Architektur. Sie konzipierte im Januar 1990 ein Heft der Reihe Archithese mit dem Titel Neue Ansichten. Dirty Realism. Im Jahr davor hatte sie den Begriff dirty realism bereits in der Zeitschrift Design Book Review verwendet. Sie bezog sich auf Begriffe aus der Literaturkritik, dargestellt im 1983er Heft Dirty Realism: New Writing from America in der britischen Literaturzeitschrift Granta und übertrug dies auf gebaute Projekte aus den späten 1980er Jahren von Rem Koolhaas, Nigel Coates, Jean Nouvel, Bernard Tschumi, Hans Kollhoff, Laurids Ortner, Carel Weeber, Kees Cristiaanse und Zaha Hadid. Sie beschrieb die Projekte als Auseinandersetzung mit den Realitäten des suburbanen Niemandslands, von durch Bewegung geprägten Resträumen zwischen Verkehrszonen. Innen- und Außenräume würden zur Bühne. Die Inspiration zu den Entwürfen entstünden aus der Konfrontation und zeigten eine ungeschönte, szenografische Ästhetik des Wilden.
Ihre Beiträge, die oftmals auf Literatur und Kunst zurückgreifen, erschienen in namhaften Fachzeitschriften wie Architecture, Architectural Record, Archithese, Korean Architect, A+U, Wonen/TABK, dem Magazin der Architekturschule der Tsinghua-Universität, Arquitectura & Vivienda, Arquitectura Viva (AV), Forum, Design Book Review, Casabella, AMC (Architecture, Mouvement, Continuite), La revue du dix-huitieme siecle, Daedalos, A.A.Files, der Harvard Architecture Review, The Architect’s Newspaper, dem New Village Journal, Pin-Up, Harvard Design Magazine und Der Standard.
Sie war Vorstandsmitglied der Design Book Review, Archithese und Architecture (New York), The Journal of Architecture (London) und The Architect’s Newspaper (New York). Sie kuratierte im Jahr 2002 Ausstellungen zu Aldo van Eyck am Stedelijk Museum und im Frühjahr 2003 zu Santiago Calatrava im Kunsthistorischen Museum Wien.
Liane Lefaivre und ihr Partner Alexandre Tzonis überließen 2024 ihre Archivbestände der Handschriftenabteilung der Bibliothèque nationale de France.

## Auszeichnungen
Das Werk Architecture in Europe since 1960 wurde 1995 von der New York Times zum Buch des Jahres gekürt und gewann den jährlichen Preis der American Association of Architects. Ihr Buch Leon Battista Alberti's Hypnerotomachia Poliphili. Re-Configuring the Architectural Body in the Early Italian Renaissance wurde 1997 sowohl mit dem Association of American Publishers Award für das beste neue wissenschaftliche/professionelle Buch, als auch mit dem jährlichen Preis der American Association of Architects für das beste Buch mit geschichtlichem Thema sowie mit dem Association of American University Publishers Award in der Kategorie illustrierte Bücher ausgezeichnet.

## Veröffentlichungen
- mit Alexander Tzonis, Michael Freeman, Ovadia Salama, Robert Berwick, Etienne de Cointet: Les Systèmes Conceptuels de l’Architecture, Harvard Graduate School of Design, Cambridge, MA., 1976
- mit Alexander Tzonis: De Oorsprong van de moderne architectuur (The Origins of Modern Architecture), SUN, Nijmegen, 1984. ISBN 90-6168-340-8
- mit Alexander Tzonis: Het architectonisch denken (Architectural Thinking), SUN, Nijmegen, 1991
- mit Alexander Tzonis: Classical Architecture The Poetics of Order, The MIT Press, Cambridge, MA., The MIT Press, 1986. ISBN 978-0-2627-0031-3
- mit Alexander Tzonis: Architecture in Europe since 1968. Thames and Hudson, London; Rizzoli, New York, 1993. ISBN 978-3-5933-4708-0
- mit Alexander Tzonis, Richard Diamond: Architecture in North America since 1960, Little, Brown, Boston; Thames and Hudson, London, Birkhäuser, Berlin, 1995. ISBN 978-3-7643-5163-2
- Leon Battista Alberti’s Hypnerotomachia Poliphili, The MIT Press, Cambridge, MA., 1996. ISBN 978-0-2621-2204-7
- mit Alexander Tzonis: Movement and Structure in the Work of Santiago Calatrava, Birkhaüser, Basel, 1995. ISBN 978-3-7643-5050-5
- mit Alexander Tzonis: Aldo van Eyck Humanist Rebel. Inbetweening in a Postwar World, 010 Publishers, Rotterdam, 1999. ISBN 90-6450-391-5
- mit Alexander Tzonis, Bruno Stagno: Tropical Architecture; Critical Regionalism in an Age of Globalization, Wiley, London, 2001. ISBN 978-0-4714-9608-3
- mit Alexander Tzonis: The Emergence of the Modern. 1000-1800, Routledge, London, 2003. ISBN 978-0-4152-6025-1
- mit Alexander Tzonis: Critical Regionalism. Architectural Identity in a Globalized World, Prestel, Munich, 2003. ISBN 978-3-7913-2972-7
- mit Alexander Tzonis: Santiago Calatrava’s Creative Process, Birkhaüser, Basel, 2003. ISBN 978-3764363239
- Like a Bird. The Architecture of Santiago Calatrava, Skira, Milan, 2003. ISBN 978-3854970545
- mit Henk Doll: Ground-Up City; Play as a Design Tool,  010, Rotterdam, 2006. ISBN 978-9-0645-0602-4
- The Child, the City and the Power of Play, or the PIP Principle, Tsinghua University, Beijing, 2010. ISBN 978-90-5269-386-6
- mit Alexander Tzonis: Architecture of Regionalism in a Global Age. Hills and Valleys in the Flat World, Routledge, London, 2012. ISBN 978-0-367-28116-8
- mit Alexander Tzonis: Times of Creative Destruction Routledge, London, 2017. ISBN 978-1-3170-1006-7
- Modernist Rebels, Viennese Architecture since Otto Wagner, Lund Humphries, London, 2017. ISBN 978-1-84822-205-2
- mit Alexander Tzonis: Architecture of Regionalism in the Age of Globalization: Peaks and Valleys in the Flat World, Routledge, 2020. ISBN 978-0-415-57579-9